# Mahaskahod
Mahaskahod (Mohaskahod), ribarsko ili lovačko selo Manahoac Indijanaca smješteno 1608. na rijeci Rappahannock, vjerojatno blizu današnjeg Fredericksburga u Virginiji. Jedino njihovo selo čije je ime ostalo sačuvano. 

## Vanjske poveznice
- Manahoac Indian Tribe